# Grå jättekänguru
Grå jättekänguru (Macropus giganteus) är den näst största arten i familjen kängurudjur. Den största är röd jättekänguru.

## Kännetecken
Gråa jättekängurun är allmänt gråbrun i färgen. Djuret når en kroppslängd mellan 150 och 200 centimeter, inklusive en 70 till 100 centimeter lång svans som ger bra balans. Honor väger mellan 20 och 40 kg. Vissa hanar blir dubbelt så tunga som honorna men de flesta väger omkring 55 kilogram, vikten uppgår till högst 85 eller 90 kg. Liksom andra känguruer har de kraftiga bakre extremiteter, korta främre extremiteter och ett långdraget huvud med stora öron. Däremot är öronen kortare än hos Känguruöns jättekänguru. Den långa grova pälsen är silvergrå till brun på ovansidan och ljusare till vitaktig på undersidan och på extremiteterna. Individer som lever nära kustlinjen är vanligen ljusare än individer från inlandet.

## Utbredning och habitat
Arten förekommer i hela östra och sydöstra Australien samt på Tasmanien. Grå jättekänguru introducerades dessutom på Maria Island. Den lever i olika habitat, bland annat öppna skogar, gräsmarker, hed och bergstrakter med träd. Arten hittas även på jordbruksmark.

## Levnadssätt
Grå jättekänguru är vanligen aktiv på skymningen, natten och gryningen. På dagen sover den i skuggan av träd eller klippor. De vistas hela livet i stort sett i samma region men avgränsade revir finns inte.
Liksom flera andra kängurudjur rör sig arten på två olika sätt. När den äter går den på fyra extremiteter och de främre extremiteterna fungerar oftast bara som stöd. Vill de nå höga hastigheter hoppar de på sina bakre extremiteter och använder svansen för att hålla balansen. Benen gör att kängurun kan hoppa mycket långt men den använder dem också som vapen. När hanarna slåss om honorna under parningstiden "boxas" de med benen. Arten kan skutta nio meter långt. För en hona av grå jättekänguru registrerades med 64 km/h den högsta hastigheten av ett kängurudjur.
Dessa känguruer lever i grupper av tio till trettio individer. I gruppen finns flera hannar och honor samt deras ungdjur. Flockens sammansättning ändrar sig ofta. Hannar utkämpar strider för att få en bättre position i hierarkin så att de får rättigheten att para sig.

## Föda
Grå jättekänguru är växtätare som främst livnär sig av buskar, löv, gräs och örter. Med sina ovanliga tänder sliter den loss tjocka växtdelar. De nedre framtänderna är långa och vassa som huggtänder och pekar framåt. Med dem kan djuret skära sönder och tugga eukalyptusblad och akaciabuskar. Individer i fångenskap äter även frukter men detta beteende har inte iakttagits hos vilda djur. Deras magsäck med flera sektioner och mikroorganismer hjälper vid ämnesomsättningen.

## Fortplantning

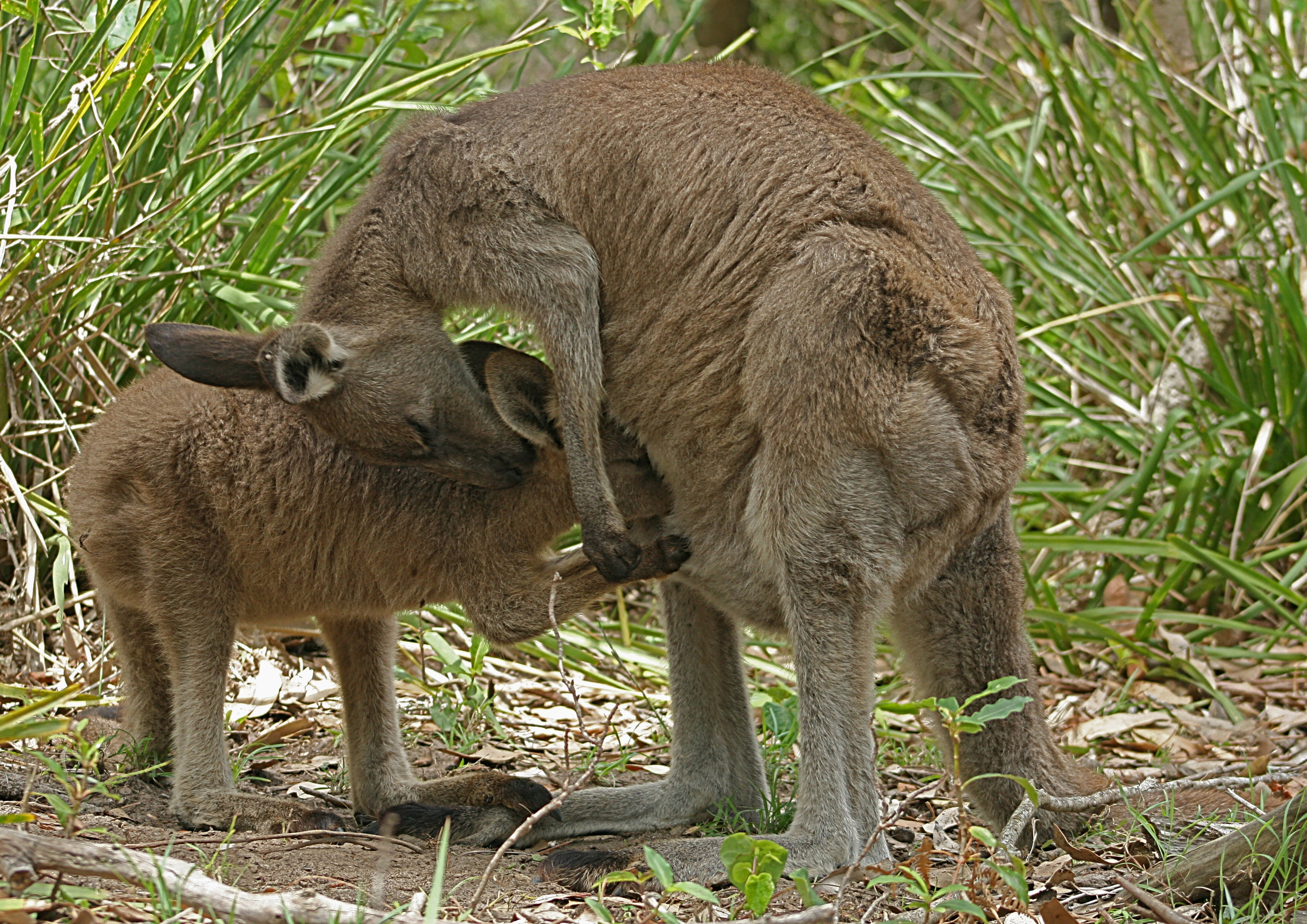
Hona med ungdjur

Honor har en bra utvecklad pung med fyra spenar. Dräktigheten varar i cirka 36 dagar och ungdjuret (tvillingar förekommer sällan) föds vanligen under våren eller tidiga sommaren när tillgången till föda är särskilt bra. Ibland vilar fostret en tid, honan parar sig direkt efter födelsen på nytt och fostret fortsätter sin utveckling först när det äldre syskonet lämnar pungen eller när den dör i förtid.
Ungarna, som kallas "joeys" i Australien stannar länge i pungen. Efter ungefär 280 dagar lämnar ungen pungen för första gången och efter cirka 320 dagar stannar den för alltid utanför pungen. Honan slutar efter 18 månader att ge di och ungar av hankön blir efter 20 månader könsmogna, unga honor redan två månader tidigare. Livslängden i naturen uppskattas till mellan sju och tio år men enskilda individer blir tjugo år eller äldre.

## Systematik
Grå jättekänguru är en av 14 arter i släktet Macropus. Artens närmaste släkting är känguruöns jättekänguru (Macropus fuliginosus). Däremot är den inte lika nära släkt med den röda jättekängurun.
Artepitetet i det vetenskapliga namnet är bildat av det latinska ordet giganteus (som en jätte). Efter upptäckten placerades arten i släktet Jaculus i familjen springråttor.

## Hot
Vuxna individer har med undantag av dingon inga naturliga fiender. Det största hotet utgörs av människan men de stora känguruerna blev inte lika starkt påverkade av européernas ankomst som mindre arter. De jagas i viss mån för köttets och pälsens skull men jakten är reglerad. Arten försvann i tätbebyggda områden men lever kvar i vildmarken. IUCN listar arten som livskraftig (LC).